# Zaakir
Zaakir, właściwie Courtenay Henderson – amerykański raper należący do hip-hopowego zespołu Jurassic 5. 
Często wyraża swoje zdanie na temat wydarzeń z 11 września, komentując, iż to głównie wina rządu amerykańskiego.